# Rycierova hora
Rycierova hora (polsky Wielka Rycerzowa, 1225 m n. m.) je hora v Kysuckých Beskydech (na polské straně Beskid Żywiecki) na slovensko-polské státní hranici. Nachází se v hlavním hřebeni mezi vrcholy Majcherová (1105 m) na západě a Svitková (1082 m) na jihovýchodě. Majcherová je oddělena mělkým bezejmenným sedlem, Svitková hlubokým sedlem Príslop (940 m), které vzájemně odděluje Kysucké a Oravské Beskydy. Na severovýchod vybíhá z hory rozsocha směrem k vrcholu Mała Rycerzowa (1207 m), který je oddělen sedlem Przełęcz Halna (1165 m). Pod tímto sedlem se nachází horská chata Bacówka PTTK na Rycerzowej. Svahy hory spadají do třech údolí: na severovýchodě do údolí potoka Dziobaki, na východě do údolí potoka Cicha a na jihozápadě do údolí Májovského potoka. Vrchol hory je pokrytý vzrostlým lesem a poskytuje pouze omezené výhledy.

## Přístup
- po červené  značce ze sedla Przełęcz Halna nebo ze sedla Przełęcz Przegibek
- po modré  turistické značce ze sedla Príslop

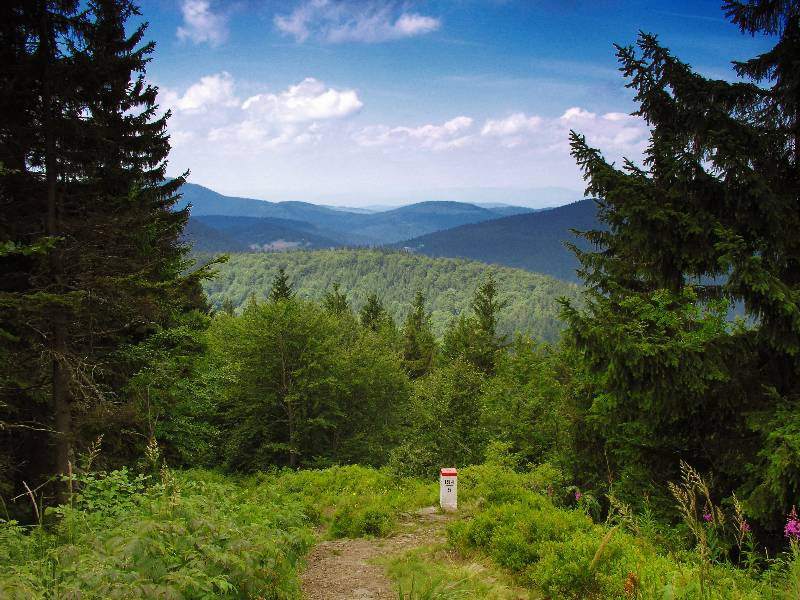
Státní hranice na Rycierové hoře